# Acoma robusta
Acoma robusta är en skalbaggsart som beskrevs av Van Dyke 1928. Acoma robusta ingår i släktet Acoma och familjen Pleocomidae. Inga underarter finns listade i Catalogue of Life.